# Thérondels
Thérondels település Franciaországban, Aveyron megyében. Lakosainak száma 359 fő (2022. január 1.). Thérondels Argences-en-Aubrac, Brommat, Cantoin, Lacapelle-Barrès, Malbo, Mur-de-Barrez, Narnhac, Pailherols, Paulhenc és Saint-Martin-sous-Vigouroux községekkel határos.

## Népesség
A település népessége az elmúlt években az alábbi módon változott:
| Lakosok száma | 804  | 606  | 505  | 486  | 418  | 411  | 406  | 407  | 391  | 359  |
|               | 1968 | 1982 | 1990 | 2006 | 2013 | 2015 | 2017 | 2019 | 2020 | 2022 |